# Nicholas Patrick Stephen Wiseman
Nicholas Patrick Stephen Wiseman (Siviglia, 2 agosto 1802 – Londra, 15 febbraio 1865) è stato un cardinale, arcivescovo cattolico, orientalista e scrittore britannico.

## Biografia
Nato a Siviglia da genitori di origine irlandese da poco stabilitisi in Spagna, alla morte del padre, nel 1805, fu portato alla casa dei suoi genitori a Waterford. Nel 1810 fu mandato all'Ushaw College, vicino a Durham, dove studiò fino all'età di sedici anni, quando fu inviato al Venerabile Collegio Inglese di Roma, riaperto nel 1818 dopo essere stato chiuso per vent'anni a causa delle guerre napoleoniche.
Nel luglio del 1824 Wiseman si addottorò in teologia cum præmio, dopo aver sostenuto con successo una disputa pubblica davanti a un grande pubblico di dotti, tra i quali il cardinal Capellari (futuro papa Gregorio XVI) e l'abate de Lamennais. Otto mesi dopo, il 19 marzo 1825, fu ordinato sacerdote. Wiseman si dedicò con passione allo studio delle lingue orientali, in particolare il siriaco e dedicò molto tempo all'esame dei manoscritti orientali custoditi nella Biblioteca apostolica vaticana.
Con un rescritto speciale di Leone XII, Wiseman fu nominato assistente dell'abate Molza, che stava compilando una grammatica, un'antologia e un lessico siriaco su incoraggiamento del papa. Nel 1828 Wiseman pubblicò il volume Horæ Syriacæ, seu Commentationes et Anecdota res vel Litteras Syriacas spectantia, tomus I, che conteneva il risultato delle sue ricerche. L'opera gli valse una reputazione europea tra gli orientalisti, sebbene la sua interpretazione di alcuni testi siriaci sia stata criticata da Samuel Lee (1783-1852). In quest'opera Wiseman fu il primo a descrivere il Karkaphensian Codex un codice contenente una versione siriaca dell'Antico Testamento conservato presso la Biblioteca apostolica vaticana. Subito dopo la pubblicazione del libro, Leone XII lo nominò curatore dei manoscritti arabi della Vaticana e professore soprannumerario di Ebraico e Siro-Caldeo all'Università La Sapienza. Wiseman divenne corrispondente e amico di molti dei più importanti orientalisti del tempo, come Bunsen, Scholz, Ackermann e Tholuck.
Nel 1835 Wiseman si stabilì a Londra. Qui cominciò a interessarsi dei rapporti fra scienza e teologia, di argomenti storici e dei rapporti fra la Chiesa anglicana e quella cattolica. Si interessò in particolare del movimento di Oxford in seno alla Chiesa anglicana.
Nel frattempo aveva allacciato rapporti con alcuni dei più eminenti pensatori europei, come Montalembert e Rosmini, e contribuì alla conversione di John Henry Newman dall'anglicanesimo al cattolicesimo. Nel 1849 fu nominato vicario apostolico del distretto di Londra e, quando Pio IX con il breve Universalis Ecclesiae ristabilì la gerarchia cattolica in Inghilterra (1850), arcivescovo di Westminster e, nel concistoro del 30 settembre 1850, cardinale. Alle proteste da parte degli anglicani rispose con un opuscolo invitante alla moderazione, intitolato Appello alla ragione al retto sentire del popolo inglese intorno alla gerarchia cattolica (1850).
Scrisse vari libri e trattati sulle lettere antiche, anche se la sua opera più famosa rimane il romanzo Fabiola o la Chiesa delle catacombe (1854), tradotto peraltro in molte lingue. A Roma aveva allacciato rapporti con eruditi e cultori di storia quali Angelo Mai e Gaetano Moroni; l'intreccio di "Fabiola", scritto con intenti edificanti, si inserisce in una ricostruzione, della prima metà del XIX secolo, dell'ambiente storico e archeologico della Roma di Diocleziano.
Morì il 15 febbraio 1865 all'età di 62 anni.

## Genealogia episcopale e successione apostolica
La genealogia episcopale è:
- Cardinale Scipione Rebiba
- Cardinale Giulio Antonio Santorio
- Cardinale Girolamo Bernerio, O.P.
- Arcivescovo Galeazzo Sanvitale
- Cardinale Ludovico Ludovisi
- Cardinale Luigi Caetani
- Cardinale Ulderico Carpegna
- Cardinale Paluzzo Paluzzi Altieri degli Albertoni
- Papa Benedetto XIII
- Papa Benedetto XIV
- Papa Clemente XIII
- Cardinale Bernardino Giraud
- Cardinale Alessandro Mattei
- Cardinale Pietro Francesco Galleffi
- Cardinale Giacomo Filippo Fransoni
- Cardinale Nicholas Patrick Stephen Wiseman

La successione apostolica è:
- Arcivescovo George Errington (1851)
- Vescovo William Turner (1851)
- Vescovo James Brown (1851)
- Vescovo Thomas Burgess (1851)
- Vescovo Richard Butler Roskell (1853)
- Vescovo Alexander Goss (1853)
- Vescovo William Vaughan (1855)
- Vescovo Michel-Désiré Vesque (1856)
- Vescovo John Baptist Scandella (1857)
- Vescovo Francis Kerril Amherst (1858)
- Vescovo James Etheridge, S.I. (1858)
- Vescovo Robert Cornthwaite (1861)

## Opere

### Saggistica
- Nicholas Patrick Stephen Wiseman, Appello alla ragione al retto sentire del popolo inglese intorno alla gerarchia cattolica, versione dall'inglese di Sua Eminenza il card. Wiseman, Roma: Tipografia Battelli, 1850
- Nicholas Patrick Stephen Wiseman, Appel a la raison et aux bons sentiments du peuple anglais, a l'occasion de l'etablissement de la hierarchie catholique en angleterre, Paris: Sagnier et Bray, 1850
- Nicholas Patrick Stephen Wiseman, Recollections of the last four popes and of Rome in their times, London: Hurst and Blackett, 1858
- (LA) Nicholas Patrick Stephen Wiseman, Horae syriacae seu commentationes et anecdota res vel litteras syriacas spectantia. Auctore Nicolao Wiseman, Tomus primus, Romae, typis Francisci Bourlie, 1828. URL consultato il 1º luglio 2019.
- Nicholas Patrick Stephen Wiseman, 2.: Sermons sur divers sujets de morale, Bruxelles: H. Goemaere, 1866
- Nicholas Patrick Stephen Wiseman, Nuove conferenze e discorsi varj, traduzione dall'inglese del sacerdote Giovanni Ghisolfi, Milano: Pirotta, 1857
- Nicholas Patrick Stephen Wiseman, Devon interest test...: manuale di istruzioni, adattamento italiano a cura del CPMS, Roma, Firenze: Organizzazioni speciali, 1970
- Nicholas Patrick Stephen Wiseman, Conferenze sulle cerimonie della settimana santa in Roma del sig. Wiseman, versione italiana del professore G. L, Milano: Pirotta e C., 1842
- Nicholas Patrick Stephen Wiseman, Discours sur les rapports entre la science et la religion revelee prononces a Rome par Nicolas Wiseman, publiee par M. de Genoude, 3. ed. revue et corrigee par l'auteur, Paris: Dufour, 1842
- Nicholas Patrick Stephen Wiseman, Conferenze sulle dottrine e pratiche più importanti della Chiesa cattolica: precedute da un saggio sui progressi e la situazione del cattolicismo di Nicola Wiseman, versione dell'abate A. Ferrari, Carmagnola: tip. di P. Barbie, 1852
- Nicholas Patrick Stephen Wiseman, Conferenze sopra la connessione delle scienze colla religione rivelata, tradotte dall'originale inglese da Giacomo Mazio, Carmagnola: tip. di P. Barbie, 1852
- Nicholas Patrick Stephen Wiseman, Quattro anni di esperienza della religione cattolica: con osservazioni sopra i suoi effetti intellettuali, morali, spirituali e sulla schiavitu del protestantesimo, 2. ed, Milano: Tip, e Libr. Pirotta e C., 1853
- Nicholas Patrick Stephen Wiseman, Conferences sur les doctrines et les pratiques les plus importantes de l'Eglise catholique, traduites de l'anglais et précédées d'un essai sur les progres et la situation du catholicisme en Angleterre par Alfred Nettement, Bruxelles: Societe nationale pour la propagation des bons livres, 1843
- Nicholas Patrick Stephen Wiseman, Su la connessione delle scienze colla religione rivelata: ragionamenti, Milano: Tipografia Guglielmini, 1856

### Narrativa
- Nicholas Patrick Stephen Wiseman, La lampada del santuario: racconto cattolico, Siena: Presso la Commissione Centrale per la diffusione dei buoni libri, 1861
- Nicholas Patrick Stephen Wiseman, Fabiola, o la chiesa delle catacombe, Milano: Pirotta, 1856
- Nicholas Patrick Stephen Wiseman, La gemma nascosta, dramma sacro inglese in due atti composto l'anno 1858 pel collegio di San Cutberto in Ushaw dall'eminenza reverendissima del signor cardinale Nicola Wiseman, volgarizzamento del conte Ercole Malvasia Tortorelli bolognese riveduto ed approvato dall'em.o autore, Milano: E. Besozzi, 1860